# Episodi di Bluey (seconda stagione)
| n° | Titolo originale            | Titolo italiano           | Prima TV originale        | Prima TV Italia  |
| -- | --------------------------- | ------------------------- | ------------------------- | ---------------- |
| 1  | Dance Mode                  | Modalità ballo            | 17 marzo 2020             | 8 settembre 2021 |
| 2  | Hammerbarn                  | Hammerbarn                | 18 marzo 2020             | 8 settembre 2021 |
| 3  | Feather wand                | Bacchetta piumata         | 19 marzo 2020             | 8 settembre 2021 |
| 4  | Squash                      | Squash                    | 20 marzo 2020             | 8 settembre 2021 |
| 5  | Hairdressers                | Parrucchiere              | 21 marzo 2020             | 8 settembre 2021 |
| 6  | Stumpfest                   | Festa del ceppo           | 22 marzo 2020             | 8 settembre 2021 |
| 7  | Favourite thing             | Cosa preferita            | 23 marzo 2020             | 8 settembre 2021 |
| 8  | Daddy Dropoff               | A scuola con papà         | 17 marzo 2020 (ABC iView) | 8 settembre 2021 |
| 9  | Bingo                       | Bingo                     | 17 marzo 2020 (ABC iView) | 8 settembre 2021 |
| 10 | Rug Island                  | Isola tappeto             | 17 marzo 2020 (ABC iView) | 8 settembre 2021 |
| 11 | Charades                    | Gioco dei mimi            | 27 marzo 2020             | 8 settembre 2021 |
| 12 | Sticky Gecko                | Geco appicicoso           | 17 marzo 2020 (ABC iView) | 8 settembre 2021 |
| 13 | Dad Baby                    | Un cucciolo per Papà      | 29 marzo 2020             | 8 settembre 2021 |
| 14 | Mum school                  | Scuola di mamma           | 30 marzo 2020             | 8 settembre 2021 |
| 15 | Trains                      | Treni                     | 31 marzo 2020             | 8 settembre 2021 |
| 16 | Army                        | Esercito                  | 1º aprile 2020            | 8 settembre 2021 |
| 17 | Fancy Restaurant            | Ristorante elegante       | 2 aprile 2020             | 8 settembre 2021 |
| 18 | Piggyback                   | Cavalluccio               | 3 aprile 2020             | 8 settembre 2021 |
| 19 | The Show                    | Lo spettacolo             | 4 aprile 2020             | 8 settembre 2021 |
| 20 | Tickle Crabs                | Granchi del solletico     | 5 aprile 2020             | 8 settembre 2021 |
| 21 | Escape                      | Fuga                      | 6 aprile 2020             | 8 settembre 2021 |
| 22 | Bus                         | Autobus                   | 7 aprile 2020             | 8 settembre 2021 |
| 23 | Queen                       | Regine                    | 8 aprile 2020             | 8 settembre 2021 |
| 24 | Flatpack                    | Scatoloni                 | 9 aprile 2020             | 8 settembre 2021 |
| 25 | Helicopter                  | Elicottero                | 10 aprile 2020            | 8 settembre 2021 |
| 26 | Sleepytime                  | A Nanna                   | 11 aprile 2020            | 8 settembre 2021 |
| 27 | See Saw                     | Altalena                  | 25 ottobre 2020           | 8 settembre 2021 |
| 28 | Movie                       | Cinema                    | 26 ottobre 2020           | 8 settembre 2021 |
| 29 | Library                     | Biblioteca                | 27 ottobre 2020           | 8 settembre 2021 |
| 30 | Barky Boats                 | Barche di corteccia       | 28 ottobre 2020           | 8 settembre 2021 |
| 31 | Burger Shop                 | Hamburgheria              | 29 ottobre 2020           | 8 settembre 2021 |
| 32 | Circus                      | Circo                     | 30 ottobre 2020           | 8 settembre 2021 |
| 33 | Swim School                 | Scuola di nuoto           | 31 ottobre 2020           | 8 settembre 2021 |
| 34 | Cafe                        | Bar                       | 1º novembre 2020          | 8 settembre 2021 |
| 35 | Postman (The Floor Is Lava) | Postino (La terra è lava) | 2 novembre 2020           | 8 settembre 2021 |
| 36 | The Quiet Game              | Il gioco del silenzio     | 3 novembre 2020           | 8 settembre 2021 |
| 37 | Mr. Monkey Jocks            | Signor Monkeyjocks        | 4 novembre 2020           | 8 settembre 2021 |
| 38 | Double Babysitter           | Due baby-sitter           | 5 novembre 2020           | 8 settembre 2021 |
| 39 | Bad Mood                    | Malumore                  | 6 novembre 2020           | 8 settembre 2021 |
| 40 | Octopus                     | Polpo                     | 7 novembre 2020           | 8 settembre 2021 |
| 41 | Bin Night                   | Serata bidoni             | 8 novembre 2020           | 8 settembre 2021 |
| 42 | Muffin Cone                 | Cono-Muffin               | 9 novembre 2020           | 8 settembre 2021 |
| 43 | Duck Cake                   | Torta papera              | 10 novembre 2020          | 8 settembre 2021 |
| 44 | Handstand                   | Verticale                 | 11 novembre 2020          | 8 settembre 2021 |
| 45 | Road Trip                   | Gita fuori porta          | 12 novembre 2020          | 8 settembre 2021 |
| 46 | Ice Cream                   | Gelato                    | 13 novembre 2020          | 8 settembre 2021 |
| 47 | Dunny                       | Gabinetto                 | 14 novembre 2020          | 8 settembre 2021 |
| 48 | Typewriter                  | Macchina da scrivere      | 15 novembre 2020          | 8 settembre 2021 |
| 49 | Babyrace                    | Gara di bebè              | 16 novembre 2020          | 8 settembre 2021 |
| 50 | Grandad                     | Nonno                     | 17 novembre 2020          | 8 settembre 2021 |
| 51 | Christmas Swim              | Bagno di Natale           | 1º dicembre 2020          | 8 settembre 2021 |
| 52 | Easter                      | Pasqua                    | 4 aprile 2021             | 8 settembre 2021 |